# Yacine Adli
Pour les articles homonymes, voir Adli.
Yacine Adli, né le 29 juillet 2000 à Vitry-sur-Seine en France, est un footballeur français évoluant au poste de milieu défensif à l'AC Milan.

## Biographie

### Jeunesse
Né à Vitry-sur-Seine dans le département du Val-de-Marne, Yacine Adli est le fils de parents algériens, des Kabyles originaires du village de Tizra-Aissa (daïra de Draâ El Mizan, commune d'Aït Yahia Moussa, wilaya de Tizi Ouzou, Kabylie). Il est le cadet d'une fratrie composée d'une sœur et d’un frère.
Il acquiert la nationalité française le 23 avril 2012, par l'effet collectif attaché à la naturalisation de son père.

### Paris Saint-Germain
Adli entame son parcours senior avec l'équipe réserve du club parisien qui évolue en National 2 lors de la saison 2017-2018. Il dispute son premier match senior le 12 août 2017, âgé de 17 ans, en remplaçant Moussa Diaby contre le Saint-Louis Neuweg, durant la première journée du championnat. Obtenant sa première titularisation face à Annecy le 15 décembre 2017, Adli marque ses premiers buts senior le 20 décembre en réalisant un doublé aux dépens de Saint-Priest, synonyme d'un succès 2-0. Le jeune milieu offensif finit la saison avec trois buts inscrits en neuf matchs.
Il joue son premier match de Ligue 1 lors de la dernière journée de championnat le 19 mai 2018, face au Stade Malherbe de Caen en entrant sur le terrain à la 83e minute.
Annoncé tout proche d'Arsenal lors de l'inter-saison 2018, il signe finalement son premier contrat professionnel avec son club formateur, le liant au PSG jusqu'en 2021. En manque de temps de jeu en première partie de saison, il est finalement transféré aux Girondins de Bordeaux à peine six mois après sa signature.

### Girondins de Bordeaux
Le 31 janvier 2019, il s'engage pour quatre ans et demi avec les Girondins de Bordeaux contre une indemnité de transfert de cinq millions et demi d'euros. Il joue son premier match avec les Girondins le 17 février 2019 en entrant en jeu à la dernière minute de jeu face au TFC (victoire 2-1). Adli connait sa première titularisation avec sa nouvelle équipe le 12 mai 2019 face au Lille OSC , jouant 74 minutes de jeu lors d'une défaite 1-0.
Adli marque son premier but professionnel le 25 septembre 2019 contre l'Amiens SC avant de réaliser un doublé qui contribue à un succès 1-3 à l'extérieur.

### AC Milan
Le 31 août 2021, Adli s'engage avec le club italien de l'AC Milan pour cinq saisons. Le montant du transfert est estimé entre huit et dix millions d'euros avec une clause à la revente,. Il est prêté dans la foulée pour le reste de la saison 2021-2022 aux Girondins de Bordeaux. Auteur de bonnes performances en prêt en Gironde, sa première année à l'AC Milan est plus compliquée puisqu'il ne dispute que six rencontres sur l'ensemble de la saison. Son nom est alors cité dans plusieurs clubs concernant un possible prêt, mais le joueur décide de rester à Milan.
Titularisé en championnat face à Cagliari à la suite de la blessure de Rade Krunić, le milieu de terrain parvient à « bluffer » son entraîneur qui l'aligne de plus en plus au sein de l'équipe. Le 14 janvier 2024, il marque son premier but avec l'AC Milan face à l'AS Roma. Il réalise sa première saison pleine en Lombardie avec trente-trois rencontres disputées sur la saison.

### ACF Fiorentina
Le 28 août 2024, Adli est prêté à la Fiorentina pour une saison avec une option d'achat de 10,5 millions d'euros.

### En équipe nationale
Avec l'équipe de France des moins de 17 ans, il participe au championnat d'Europe des moins de 17 ans en 2017. Lors de cette compétition qui voit la France atteindre les quarts de finale, il joue cinq matchs. Il marque un but contre les îles Féroé en phase de poule. Lors de cette même phase de poule, il délivre cinq passes décisives.
Il dispute ensuite quelques mois plus tard la Coupe du monde des moins de 17 ans organisée en Inde. Lors du mondial junior, il joue quatre matchs. Il marque un but contre le Honduras en phase de poule. Lors de cette même phase de poule, il délivre cinq passes décisives, avec notamment trois passes lors de la large victoire face à la Nouvelle-Calédonie. La France s'incline en huitièmes face à l'Espagne.
Longtemps courtisé par les fennecs d'Algérie, le 23 mars 2024, il annonce son choix de défendre les couleurs de l'équipe de France.

## Statistiques
| Saison                | Club                         | Championnat           | Championnat | Championnat | Championnat | Coupe nationale | Coupe nationale | Coupe nationale | Coupe de la Ligue | Coupe de la Ligue | Coupe de la Ligue | Compétition(s) continentale(s) | Compétition(s) continentale(s) | Compétition(s) continentale(s) | Compétition(s) continentale(s) | Total | Total | Total |
| Saison                | Club                         | Division              | M.          | B.          | P.d.        | M.              | B.              | P.d.            | M.                | B.                | P.d.              | Comp.                          | M.                             | B.                             | P.d.                           | M.    | B.    | P.d.  |
| 2017-2018             | Paris Saint-Germain rés.     | National 2            | 9           | 3           | 0           | -               | -               | -               | -                 | -                 | -                 | -                              | -                              | -                              | -                              | 9     | 3     | 0     |
| 2018-2019             | Paris Saint-Germain rés.     | National 2            | 11          | 1           | 1           | -               | -               | -               | -                 | -                 | -                 | -                              | -                              | -                              | -                              | 11    | 1     | 1     |
| Sous-total            | Sous-total                   | Sous-total            | 20          | 4           | 1           | -               | -               | -               | -                 | -                 | -                 | -                              | -                              | -                              | -                              | 20    | 4     | 1     |
| 2017-2018             | Paris Saint-Germain          | Ligue 1               | 1           | 0           | 0           | -               | -               | -               | -                 | -                 | -                 | -                              | -                              | -                              | -                              | 1     | 0     | 0     |
| 2018-2019             | Girondins de Bordeaux        | Ligue 1               | 7           | 0           | 0           | -               | -               | -               | -                 | -                 | -                 | -                              | -                              | -                              | -                              | 7     | 0     | 0     |
| 2019-2020             | Girondins de Bordeaux        | Ligue 1               | 21          | 3           | 3           | 2               | 0               | 0               | 2                 | 0                 | 0                 | -                              | -                              | -                              | -                              | 25    | 3     | 3     |
| 2020-2021             | Girondins de Bordeaux        | Ligue 1               | 35          | 2           | 5           | 1               | 0               | 0               | -                 | -                 | -                 | -                              | -                              | -                              | -                              | 36    | 2     | 5     |
| 2021-2022             | Girondins de Bordeaux        | Ligue 1               | 4           | 0           | 0           | -               | -               | -               | -                 | -                 | -                 | -                              | -                              | -                              | -                              | 4     | 0     | 0     |
| 2021-2022             | Girondins de Bordeaux (prêt) | Ligue 1               | 32          | 1           | 7           | -               | -               | -               | -                 | -                 | -                 | -                              | -                              | -                              | -                              | 32    | 1     | 7     |
| Sous-total            | Sous-total                   | Sous-total            | 99          | 6           | 15          | 3               | 0               | 0               | 2                 | 0                 | 0                 | -                              | -                              | -                              | -                              | 104   | 6     | 15    |
| 2022-2023             | AC Milan                     | Serie A               | 6           | 0           | 0           | -               | -               | -               | -                 | -                 | -                 | C1                             | -                              | -                              | -                              | 6     | 0     | 0     |
| 2023-2024             | AC Milan                     | Serie A               | 24          | 1           | 2           | 2               | 0               | 0               | -                 | -                 | -                 | C1+C3                          | 3+4                            | 0+0                            | 0+0                            | 33    | 1     | 2     |
| Sous-total            | Sous-total                   | Sous-total            | 30          | 1           | 2           | 2               | 0               | 0               | -                 | -                 | -                 | -                              | 7                              | 0                              | 0                              | 39    | 1     | 2     |
| 2024-2025             | ACF Fiorentina (prêt)        | Serie A               | 26          | 4           | 6           | -               | -               | -               | -                 | -                 | -                 | C4                             | 9                              | 1                              | 1                              | 35    | 5     | 7     |
| Total sur la carrière | Total sur la carrière        | Total sur la carrière | 176         | 15          | 24          | 5               | 0               | 0               | 2                 | 0                 | 0                 | -                              | 16                             | 1                              | 1                              | 199   | 16    | 25    |

## Palmarès

### En clubs
Formé au Paris Saint-Germain, Yacine Adli n'y joue qu'un seul match en professionnel mais qui lui suffit pour être sacré Champion de France en 2018.
Plus tard, sous les couleurs de l'AC Milan il devient vice-champion d'Italie en 2024 et s'incline en Supercoupe d'Italie 2022.
| Paris Saint-Germain (1)           | AC Milan                                                                      |
| --------------------------------- | ----------------------------------------------------------------------------- |
| - Ligue 1 (1) : - Champion : 2018 | - Serie A : - Vice-champion : 2024 - Supercoupe d'Italie : - Finaliste : 2022 |

### Distinctions personnelles
- Élu Titi d’or[19] 2017[20]